# Bertalan Peak
Bertalan Peak är en bergstopp i Antarktis. Den ligger i Östantarktis. Nya Zeeland gör anspråk på området. Toppen på Bertalan Peak är 2 320 meter över havet, eller 267 meter över den omgivande terrängen. Bredden vid basen är 5,5 km.
Terrängen runt Bertalan Peak är kuperad åt sydväst, men åt nordost är den bergig. Trakten är obefolkad. Det finns inga samhällen i närheten.